# Jiří Herold
Jiří Karel Herold (16. dubna 1875 Rakovník – 13. listopadu 1934 Praha) byl český violista, hudební pedagog a houslař. Byl koncertním mistrem České filharmonie, violistou Českého kvarteta a Heroldova kvarteta.

## Rodina a studia
Jiří Karel Herold byl synem účetního rakovnického pivovaru, klavíristy a varhaníka Adolfa Herolda a Marie Knoblochové. Rod Heroldů žil v domě čp. 81 na nároží ulic Palackého a Vysoké. Studoval na konzervatoři v Praze obor housle u profesora Lachnera, později u profesora a ředitele konzervatoře Antonína Bennewitze. Absolvoval v roce 1895.
Oženil se s Markétou Friedlovou, se kterou měl syny Jana, Aurela a Jiřího, ten působil jak operní pěvec a pedagog v Ostravě. Jiří Herold st. zemřel roku 1934 a byl pohřben na Olšanských hřbitovech, stejně jako jeho otec Adolf.

## Koncertní kariéra
Koncertní kariéru zahájil už během studií na konzervatoři, kdy vystoupil ve 4. ročníku v Rudolfinu s koncertem pro dvoje housle, v 6. ročníku pak se spolužáky pod názvem Smetanovo kvarteto v rodném Rakovníku. Dále koncertoval během povinné vojenské služby v Jihlavě a Vídni v armádním orchestru jako sólista. Po krátké pedagogické zkušenosti nastoupil jako koncertní mistr do orchestru ve Lvově, v roce 1901 se stal koncertním mistrem nově ustavené České filharmonie, kterou řídil Rafael Kubelík. Spolu se spoluhráči z filharmonie založil Jiří Herold Heroldovo pražské smyčcové kvarteto, s nímž koncertoval po celé Evropě. Poté se stal členem Českého kvarteta, kam usedl roku 1906 k violovému pultu po Oskaru Nedbalovi.

## Pedagogická kariéra
První pedagogické zkušenosti sbíral Jiří Herold po vojenské službě jako domácí učitel houslí princezny Fürstenbergové, jejíž rodina pobývala na Leontýnském zámečku u Křivoklátu, ve Vídni a v Opatii. V roce 1922 nastoupil jako profesor na pražskou konzervatoř, kde vyučoval komorní hru.

## Nahrávky
V roce 2025 natočil italský violista Marco Misciagna světovou premiéru Studie violy Jiřího Herolda.
- Bohuslav Martinů: Songs, Vol. 2 - The Months (Hrochová, Koukl);[9]
- Dvořák: Quartet "no 6" (now no.12, 'American') in F major op 96 (Polydor 78rpm, 95084-95086). (as 'Bohemian (Suk) Quartet');
- Dvořák: Quartet "no 3" (now no.10) in E flat major op 51, Dumka only (Polydor 78rpm, 95087).

## Houslařská činnost
O houslařství se začal zajímat již během studentských let. Byl v tomto směru ovlivňován pražskými houslaři Ferdinandem Lantnerem a Karlem Boromejským Dvořákem, během pobytu ve Vídni komunikoval s houslařem operního souboru Johannem Stübigerem, a po návratu do Prahy pak s Františkem Lantnerem, Františkem Špidlenem a Josefem Křížem. Vlastní praxi zahájil až v roce 1914, kdy si opatřil materiál a začal zařizovat dílnu. Působil ve svém bydlišti v Praze Na Hřebenkách, postavil přes 50 nástrojů – 43 houslí, 10 viol a dvě violoncella. Používal modely Guarneri a Stradivari. Ačkoliv nebyl profesionálem v této oblasti, jeho nástroje mají dobrou úroveň. Jedno violoncello je ve sbírce Pražské konzervatoře.